# Salé
Salé (arapski: سلا, Sala, berberski ⵙⵍⴰ Sla) je grad u Maroku u regiji Rabat-Salé-Zemmour-Zaer. Smješten je na desnoj obali rijeke Bou Regreg, nasuprot glavnog marokanskog grada Rabata. Državna cesta 6 povezuje ga s Fesom i Meknesom. U gradu živi oko 800.000 stanovnika.

## Povijest
To je najstariji grad na atlantskoj obali što su osnovali Feničani i bio je poznat tada kao Sala. Tijekom 17. stoljeća, Rabat je poznat kao Novi Salé ili Salé la neuve (na francuskom). U 10. stoljeću plemena Banu Ifran naselili su ovo područje te su izgrađena naselja na kojima trenutno stoji grad. 
U 17. stoljeću, Salé je postao utočište gusara. Koji su osnovali Republiku Salé. Francuski admiral Isaac de Razilly je 20. srpnja 1629. s flotom brodova bombardirao grad. 

## Gradovi prijatelji
- Tlaxcala, Meksiko
- Soči, Rusija

## Vanjske poveznice
- Salé entry in LexicOrient  Arhivirana inačica izvorne stranice od 19. studenoga 2012. (Wayback Machine)
- Le portail de la ville de Salé  Arhivirana inačica izvorne stranice od 25. listopada 2019. (Wayback Machine)